# 林聲翕

林聲翕 Lin Sheng-Shih（1914年9月5日—1991年7月14日），廣東省新會人，香港著名作曲家、音樂教育家。

## 生平
1931年，林聲翕入讀廣州音樂學院，跟從黃晚成老師學鋼琴。1932年，考入上海國立音樂專科學校，主修鋼琴；跟從蕭友梅校長學習和聲，隨黃自教授習作曲。1935年畢業後，出任廣州中山大學音樂系講師。
抗日戰爭時期，林聲翕逃難到香港。1941年後，香港淪陷，林聲翕赴重慶擔任教育部中華交響樂團指揮，兼任國立禮樂館典禮委員會委員。1945年，遷往南京執教。1949年南京解放，再度遷居香港，為華南管弦樂團出任指揮一職。
1961年，在香港德明書院創辦音樂系。1964年，往歐洲等地考察音樂教育，歷時一年。1971年，響應「中華文化復興運動」，回到台灣舉行「林聲翕教授作品發表會」。1985年榮獲中國文藝協會頒發的中國文藝獎章榮譽文藝獎。
1991年1月，林聲翕為慶祝中華民國國慶，回國客席指揮《中華頌歌》。同年7月12日，突然腦血管破裂，於14日病逝香港，享年77歲。
1998年10月23日，香港作曲家及作詞家協會（CASH）於該會第21屆週年晚宴上，向林聲翕追頒CASH音樂成就大獎，以肯定其對香港音樂的卓越貢獻。

## 作品
林聲翕作曲的作品包括：
管絃樂
- 《海·帆·港》
- 《西藏風光》
- 《愛丁堡廣場》
- 《寒山寺之鐘聲》等

歌劇
- 《鵲橋的想像》

清唱劇
- 《五餅二魚》

管絃樂及合唱曲
- 《抗戰史詩》
- 《中華頌歌》

歌曲
- 《白雲故鄉》
- 《滿江紅》
- 《山旅之歌》
- 《掀起妳的蓋頭來》
- 《祝福》
- 《晚晴》
- 《你的夢》等

其他作品
香港樹仁大學、香港仔浸信會呂明才書院的校歌、和香港中文大學逸夫書院的院歌乃是林氏的作品。

## 書籍著作
- 近代作曲家史話
- 談音論樂